# Cecilia Fusco
Cecilia Fusco (Roma, 10 de junio de 1933–Latisana, 26 de noviembre de 2020) fue una soprano operística italiana y profesora de canto. En una larga carrera, apareció regularmente en La Scala de Milán y en los principales teatros de ópera en Italia y en el extranjero. Su amplio repertorio incluye obras desde la ópera italiana temprana hasta estrenos de ópera contemporánea.

## Biografía
Fusco nació en Roma y creció allí en una familia de músicos. Su padre, Giovanni Fusco, fue compositor de bandas sonoras de películas, cuya música está ligada a películas de Michelangelo Antonioni y Jean-Luc Godard, entre otros. Su madre Adriana Dante, pianista y alumna de Alfredo Casella, fue agente musical de la Misa de Artistas.
Fusco estudió en el Conservatorio Santa Cecilia de Roma y ganó el concurso Puccini de la RAI. Debutó en 1958 en el Teatro Margherita  de Génova como Gilda en la obra Rigoletto de Verdi. En 1960, apareció en la Scala de Milán por primera vez, como Barbarina en Le nozze di Figao de Mozart, dirigida por Herbert von Karajan. También apareció allí como Lisa en La sonámbula de Bellini, Musetta en La Bohéme de Puccini, y como Katja en el estreno mundial de Il buono soldato Svejk de Guido Turchi el 5 de febrero de 1962. Otras óperas en la casa incluyeron Don Pasquale de Donizetti, Ariadna en Naxos de Richard Strauss, La scala di seta de Rossini, Miseria e nobiltà de Jacopo Napoli y Serse de Handel. 
A finales de la década de 1970, actuó en muchos teatros de ópera italianos y extranjeros, como La Fenice en Venecia, el Teatro Comunale de Bolonia, el Teatro Verdi de Trieste, el Teatro de San Carlos en Nápoles, el Teatro Massimo de Palermo, el Teatro Massimo Bellini de Catania, el Teatro Regio de Parma, el Teatro de la Pérgola de Florencia, el Teatro de la Ópera de Roma, el Teatro Petruzzelli en Bari, entre otros. Fuera de Italia, actuó en el Gran Teatro del Liceo de Barcelona, Teatro Real de la Moneda de Bruselas y la Ópera de El Cairo, entre otros.
Colaboró durante mucho tiempo con el conjunto I Virtuosi dell'opera de Roma dirigido por Renato Fasano, especializado en ópera y repertorio de cámara de los siglos XVI y XVII italianos con el que cantó en la Expo 1970 en Osaka. Colaboró con directores como Ígor Stravinski, Paul Hindemith, Francesco Molinari-Pradelli, Arturo Basile, Bruno Bartoletti, Franco Capuana, Piero Bellugi, Alberto Zedda, Oliviero De Fabritiis, Franco Ferrara, Nino Sanzogno, Peter Maag, Gianandrea Gavazzeni y Claudio Abbado.
En concierto, actuó en la Academia Nacional de Santa Cecilia y la Accademia Filarmónica Romana de Roma, la Sala Pleyel de París, el Carnegie Hall de Nueva York y el Royal Albert Hall de Londres. A partir de la década de 1990, comenzó a enseñar canto en conservatorios italianos, incluido el Giuseppe Tartini de Trieste y en clases magistrales en varios lugares de Friuli-Venecia Julia, Abruzos, Toscana y Sicilia.

## Películas
- L'ajo nell'imbarazzo, Donizetti, dirigida por Vasco Ugo Finni.[6]
- Rita, Rossini, dirigida por Filippo Crivelli.[7]